# Televisión Nacional de Chile
TVN, tidigare Televisión Nacional de Chile (Chiles National Television), är ett statligt ägt TV-bolag i Chile, som är privat finansierat. Kanalen, som har programplats 7 i Santiago, startade den 18 september 1969. Television i Chile har funnits sedan 1957.

## Sändningstider
Kanalen började sina sändningar 06:00 och avslutade desamma 01:00-02:00 nästa dag (lokal tid) fram till 2021, då man gick över till dygnet runt sändningar, bl.a på grund av Covid-19 pandemin.

## Utlandssändningar
En stor del av kanalens sändningar, går ut till hela världen, i vissa fall live via TV Chile.